# Aghawat
Aghawat (plural) eller Agha (singular) (Arabic: أغاوات plural och آغا singular) var ett särskild garde av väktare bestående av eunucker som vaktade och betjänade de heliga platserna och moskéerna i Mecka och Medina. De måste vara eunucker och ett visst mått av utbildning i islam.
Historiskt bestod Aghawat av slavar av icke-muslimskt ursprung av olika etnisk bakgrund; kurder, perser, bysantinare och afrikaner. Traditionellt uppges de ha introducerats av sultan Nur ad-Din år 1161, då sultanen fruktade att Arabien skulle invaderas av korsriddare. År 1763 uppges det ha funnits 120 aghawat-eunucker bara i Medina.
Allteftersom importen av slavar begränsades, kom aghawat att endast bestå av etiopier importerade via Slavhandeln på Röda havet. 
År 1962 avskaffades slaveriet i Saudiarabien. Aghawat beskrevs därefter som fria individer, som valt att tjäna de heliga platserna på eget initiativ. År 1979 utnämndes den sista aghawat-eunucken. Samma år förbjöds officiellt kastreringen av pojkar i Saudiarabien. År 1990 återstod sjutton eunucker. År 2021 återstod sex eunucker; tre vardera i Mecka och Medina.